# سسک‌های دم‌لرزان
سسک‌های دم‌لرزان یا سسک‌های جنوب آسیا (نام علمی: Seicercus) سرده‌ای از سسک‌های جهان قدیم است که در گذشته در خانواده سسکان راستین بود اما اکنون در خانودهٔ سسکان برگی قرار دارد. مطالعات علمی اخیر مترادف کردن این سرده با سردهٔ سسک‌های برگی را توصیه کرده و در آنجا قرار داده شده‌است. درنام سرده، Sei به معنی لرزاندن و cercus به معنی دم است.
این سرده در شبه قاره هند و شرق آسیا از شمال چین تا تیمور در سواندای کوچک پراکنده‌است. بسیاری از گونه‌های شمالی‌تر کوچنده هستند، در آب و هوای معتدل تولیدمثل می‌کنند و در مناطق استوایی زمستان را می‌گذرانند. برخی دیگر کوچ ارتفاعی دارند که در زمستان از کوه‌ها پایین می‌آیند. تعداد کمی از گونه‌ها در بخشی از محدوده خود مهاجر هستند و در دیگر گونه‌ها ساکن هستند.